# Struktura liniowo-sztabowa
Struktura liniowo-sztabowa jest jedną z prób rozwiązania problemu ograniczeń struktury liniowej. Inną próbą była struktura funkcjonalna w ujęciu Fredericka Winslowa Taylora. Kierownik posiadający zbyt dużo zróżnicowanych zadań nie był w stanie efektywnie zarządzać swoimi pracownikami. Dlatego wprowadzono sztab, który miał wyręczać go w niektórych zadaniach. Np. można było powołać eksperta ds. kadr, płac, przydzielania robót, itp. Całość władzy rozkazodawczej jest zachowywana przez kierownika, jednak otrzymuje on gotowe propozycje niektórych decyzji, które ma tylko zatwierdzić.
Zalety – możliwość korzystania z wiedzy wyspecjalizowanych ekspertów.
Wady – dość częste konflikty kompetencyjne między sztabami a kierownikami komórek organizacyjnych.

## Zastosowania
Struktura liniowo-sztabowa pozwala na zachowanie zasady jednoosobowego kierownictwa (każdy pracownik ma tylko jednego przełożonego), ale jednocześnie zapewnia większą elastyczność w dostosowaniu do zmiennych warunków działalności. Wprowadza również element motywowania do współpracy pomiędzy wszystkimi członkami organizacji. Jednak w przypadku rozwiniętej struktury liniowo-sztabowej mogą wystąpić konflikty pomiędzy kierownikami liniowymi a sztabowymi. Zagrożenie jest większe, gdy powstaje hierarchia sztabów. Kierownicy liniowi muszą posiadać co najmniej taki zakres wiedzy, który pozwoli im przekazać pracownikom polecenia ekspertów bez zniekształceń. Nie ma bowiem możliwości, aby ekspert przekazał je bezpośrednio.